# Representaciones de álgebras de Clifford
En matemáticas, las representaciones de las álgebras de Clifford se conocen también como módulos de Clifford.  En general un álgebra de Clifford C es un álgebra simple central sobre una cierta extensión del cuerpo L  del cuerpo K sobre el cual se define la forma cuadrática Q que  define a C.

## Representaciones matriciales de las álgebras reales de Clifford
Tendremos que estudiar matrices anticonmutativas (AB = -BA) porque en las álgebras de Clifford los vectores ortogonales anticonmutan
{\displaystyle A\cdot B={\frac {1}{2}}(AB+BA)=0}
Para las álgebras de Clifford reales Rp, q se necesitan p + q matrices mutuamente anticonmutantes, de las cuales p tienen +1 como cuadrado  y q tienen −1 como cuadrado.  
{\displaystyle {\begin{matrix}\gamma _{a}^{2}&=&+1&{\mbox{si}}&1\leq a\leq p\\\gamma _{a}^{2}&=&-1&{\mbox{si}}&p+1\leq a\leq p+q\\\gamma _{a}\gamma _{b}&=&-\gamma _{b}\gamma _{a}&{\mbox{si}}&a\neq b\ \\\end{matrix}}}

## El sistema "K" para nombrar matrices
Primero presentamos un método cómodo para nombrar matrices 2n x 2n
{\displaystyle K_{0}={\begin{pmatrix}1&0\\0&1\end{pmatrix}},K_{1}={\begin{pmatrix}0&1\\1&0\end{pmatrix}},K_{2}={\begin{pmatrix}0&-1\\1&0\end{pmatrix}},K_{3}={\begin{pmatrix}1&0\\0&-1\end{pmatrix}}.}
Nótese que K0 es la matriz identidad.  Los nombres fueron elegidos de tal manera que hay una regla simple para recordar los productos:
K1 K2 = K3
K1 K3 = K2
K2 K3 = K1
K2 K1 = -K3
K3 K1 = -K2
K3 K2 = -K1.
El incremento de índices da resultado positivo. Índices que disminuyen da resultado negativo.
¡Atención!  Éstas no son las mismas relaciones que valen para la base estándar de los cuaterniones. Si se nombrara i = i1, j = i2 y k = i3 se conseguiría
i1 i2 = i3
i2 i3 = i1
i3 i1 = i2
la última regla es diferente.  Veremos más adelante que los cuaterniones puros i, j y k se pueden representar por K12, K20 y K32
Se recalca que
{\displaystyle K_{0}^{2}=K_{1}^{2}=K_{3}^{2}=K_{0}}
{\displaystyle K_{2}^{2}=-K_{0}}
K2 es la única con el cuadrado negativo, así que puede ser vista como la representación más simple de i.
Entonces damos a todos los posibles productos de Kronecker un nombre (véase multiplicación de matrices):
{\displaystyle K_{ab}=K_{a}\otimes K_{b}}
{\displaystyle K_{abc}=K_{a}\otimes K_{bc}=K_{a}\otimes K_{b}\otimes K_{c}}
Algunos ejemplos
{\displaystyle K_{30}={\begin{pmatrix}1&0&0&0\\0&1&0&0\\0&0&-1&0\\0&0&0&-1\end{pmatrix}},K_{11}={\begin{pmatrix}0&0&0&1\\0&0&1&0\\0&1&0&0\\1&0&0&0\end{pmatrix}}}
Cada índice tiene su nivel (2x2, 4x4, 8x8, 16x16...)
K13 es una K3 en el nivel 2x2 y una K1 en el nivel 4x4. Con esta notación es muy fácil multiplicar matrices cuadradas grandes puesto que
{\displaystyle (A\otimes B)(C\otimes D)=AB\otimes CD}
Resolvamos un ejemplo
K 123 K 222 = K 301
nivel-8x8 1 por 2 da 3
nivel-4x4 2 por 2 da 0 pero recuerda el signo menos
nivel-2x2 3 por 2 da 1 pero con otra vez un signo menos

(hay cancelación de los dos signos menos así que el resultado es K301)
Podemos ahora comenzar a construir los conjuntos de  matrices mutuamente anticonmutantes ortogonales, a veces llamadas las matrices de Dirac. Es obvio que dos matrices tales anticonmutan en un número impar de índices (el índice 0 conmuta con el resto de índices).
K13 por ejemplo anticonmuta con
K01, K02, K11, K12, K20, K23, K30, K33
y conmuta con
K00, K10, K13, K21, K22, K31, K32.
Si el índice 2 aparece un número par de veces en el nombre entonces el cuadrado de la matriz es más (+) la matriz identidad, vamos a llamar a esto un Kplus
ejemplos son K1, K22, K311, K2222
Si el índice 2 aparece un número impar de veces en el nombre entonces el cuadrado de la matriz es menos (-) la matriz identidad, vamos a llamar a esto un Kminus
ejemplos son K2, K222, K211, K1222
Ahora tenemos una manera muy simple de construir los conjuntos posibles más grandes de matrices anticonmutantes.
Comience con un conjunto existente {K1, K2, K3}
Inserte un nuevo índice constante (por ejemplo un 1 en la primera posición) y se obtiene {K11, K12, K13}
Entonces agregue dos matrices más que anticonmuten en el nuevo nivel y conmuten en el viejo nivel (por medio del índice cero 0)
Se consigue {K11, K12, K13, K20, K30}
Otros ejemplos
{K21, K22, K23, K10, K30}
{K31, K32, K33, K10, K20}
{K111, K112, K113, K120, K130, K200, K300}
{K211, K212, K213, K220, K230, K100, K300}
{K311, K312, K313, K320, K330, K100, K200}

Se consigue siempre un conjunto con un número impar de matrices y hay siempre un Kplus más que Kminus.
Cada una de ellas se puede escribir como el producto de todas las demás.  Ejemplo K11 K12 K13 K20 = K30.

## Álgebra de Clifford real R2,0
p = 2 y q = 0 por tanto necesitamos 2 Kplus como vectores base
grado 0 (el escalar)
{\displaystyle {\begin{matrix}1=K_{0}\end{matrix}}}
grado 1 (los vectores)
{\displaystyle \gamma _{1}=K_{1}\Rightarrow \gamma _{1}^{2}=K_{0}=1}
{\displaystyle \gamma _{2}=K_{3}\Rightarrow \gamma _{2}^{2}=K_{0}=1}
grado 2 (el pseudoescalar)
{\displaystyle \gamma _{1}\land \gamma _{2}=\gamma _{1}\gamma _{2}=K_{2}\Rightarrow (\gamma _{1}\land \gamma _{2})^{2}=(\gamma _{1}\gamma _{2})^{2}=K_{2}^{2}=-1}
n = p + q = 2 y se tienen 2² = 4 elementos así que es lo que I. Portious llama un álgebra universal de Clifford.

## Álgebra de Clifford real R1,1
p = 1 y q = 1 necesitamos un Kplus y 1 Kminus como vectores base
grado 0 (el escalar)
{\displaystyle {\begin{matrix}1=K_{0}\end{matrix}}}
grado 1 (los vectores)
{\displaystyle \gamma _{1}=K_{1}\Rightarrow \gamma _{1}^{2}=K_{0}=1}
{\displaystyle \gamma _{2}=K_{2}\Rightarrow \gamma _{2}^{2}=-K_{0}=-1}
grado 2 (el pseudoescalar)
{\displaystyle \gamma _{1}\land \gamma _{2}=\gamma _{1}\gamma _{2}=K_{3}\Rightarrow (\gamma _{1}\land \gamma _{2})^{2}=(\gamma _{1}\gamma _{2})^{2}=K_{3}^{2}=K_{0}=1}
Aquí tenemos otra vez 2n elementos en el álgebra con n = p+q así que es otra vez un álgebra universal de Clifford.

## Álgebra de Clifford real R2,1
p = 2 y q = 1 necesitamos dos Kplus y 1 Kminus como vectores base

grado 0 (el escalar)
{\displaystyle {\begin{matrix}1=K_{0}\end{matrix}}}
grado 1 (los vectores)
{\displaystyle \gamma _{1}=K_{1}\Rightarrow \gamma _{1}^{2}=K_{0}=1}
{\displaystyle \gamma _{2}=K_{3}\Rightarrow \gamma _{2}^{2}=K_{0}=1}
{\displaystyle \gamma _{3}=K_{2}\Rightarrow \gamma _{3}^{2}=-K_{0}=-1}
La signatura es (+ + -)
grado 2 (los bivectores)
{\displaystyle \gamma _{1}\land \gamma _{2}=\gamma _{3}=K_{2}\Rightarrow (\gamma _{1}\land \gamma _{2})^{2}=-1}
{\displaystyle \gamma _{1}\land \gamma _{3}=\gamma _{2}=K_{3}\Rightarrow (\gamma _{1}\land \gamma _{3})^{2}=+1}
{\displaystyle \gamma _{2}\land \gamma _{3}=-\gamma _{1}=-K_{1}\Rightarrow (\gamma _{2}\land \gamma _{3})^{2}=+1}
grado 3 (el pseudoescalar)
{\displaystyle \gamma _{1}\land \gamma _{2}\land \gamma _{3}=-1\Rightarrow (\gamma _{1}\land \gamma _{2}\land \gamma _{3})^{2}=(-1)^{2}=+1}
Éste es el primer ejemplo de un álgebra no-universal de Clifford puesto que p+q = 3 y se tienen solamente 2² elementos y no 2³.  La razón es muy simple, cada matriz se utiliza dos veces, una vez como vector y una vez como bivector. Y el pseudoscalar es precisamente real como el escalar.
(el dual de Hodge de cada elemento es simplemente menos el original)
{\displaystyle *A=-A}

## Álgebra de Clifford real R0,2
p = 0 y q = 2 necesitamos dos Kminus como vectores base, esto no es posible con matrices reales 2x2 así que necesitamos utilizar las matrices 4x4, tenemos muchas posibilidades. Esta álgebra es isomorfa con H (los cuaterniones)
grado 0 (el escalar)
{\displaystyle {\begin{matrix}1=K_{00}\end{matrix}}}
grado 1 (los vectores)
{\displaystyle \gamma _{1}=K_{12}\Rightarrow \gamma _{1}^{2}=-K_{00}=-1}
{\displaystyle \gamma _{2}=K_{20}\Rightarrow \gamma _{2}^{2}=-K_{00}=-1}
La signatura es (- -)
grado 2 (el pseudoescalar)
{\displaystyle \gamma _{1}\land \gamma _{2}=K_{12}K_{20}=K_{32}\Rightarrow (\gamma _{1}\land \gamma _{2})^{2}=K_{32}^{2}=-K_{00}=-1}

El isomorfismo con los cuaterniones es como sigue
1 es escalar, i y j son vectores y k = el ij es el pseudoescalar.
Un número de Clifford es una combinación lineal de los 4 elementos 1 i j y k.
{\displaystyle {\begin{matrix}1=K_{00},&i=K_{12},&j=K_{20}&k=K_{32}\end{matrix}}}
El uso de k como pseudoescalar (el producto de i por j) es un poco extraño pero perfectamente correcto.

## Álgebra de Clifford real R0,3
p = 0 y q = 3 necesitamos 3 Kminus como vectores base, ésta es la manera usual de trabajar con cuaterniones i, j y k pero ahora son vectores base y el ijk = -1 es el pseudoescalar. Esta álgebra es otra vez isomorfa con H (los cuaterniones)
grado 0 (el escalar)
{\displaystyle {\begin{matrix}1=K_{0}\end{matrix}}}

grado 1 (los vectores)
{\displaystyle \gamma _{1}=K_{12}=i\Rightarrow \gamma _{1}^{2}=-K_{00}=-1}
{\displaystyle \gamma _{2}=K_{20}=j\Rightarrow \gamma _{2}^{2}=-K_{00}=-1}
{\displaystyle \gamma _{3}=K_{32}=k\Rightarrow \gamma _{3}^{2}=-K_{00}=-1}

La signatura es (- - -)
grado 2 (los bivectores)
{\displaystyle \gamma _{1}\land \gamma _{2}=K_{12}K_{20}=K_{32}=\gamma _{3}}
{\displaystyle \gamma _{3}\land \gamma _{1}=K_{32}K_{12}=K_{20}=\gamma _{2}}
{\displaystyle \gamma _{2}\land \gamma _{3}=K_{20}K_{32}=K_{12}=\gamma _{1}}
grado 3 (el pseudoescalar)
{\displaystyle \gamma _{1}\land \gamma _{2}\land \gamma _{3}=K_{12}K_{20}K_{32}=-K_{00}=-1}
Un número de Clifford es aquí otra vez una combinación lineal de los 4 elementos 1 i j y k. el uso de -1 como pseudoescalar (los ijk) es el usual, solamente que hace del álgebra un nuevo ejemplo de un álgebra no-universal de Clifford, puesto que p + q = 3 y se tienen solamente 2² elementos.

## Álgebra de Clifford real R3,0
Ésta es la famosa álgebra de Pauli, si se piensa en K02 como i y K00 como 1. Tenemos tres Kplus como vectores de base.
grado 0 (el escalar)
{\displaystyle {\begin{matrix}1=K_{00}\end{matrix}}}
grado 1 (los vectores)
{\displaystyle \gamma _{1}=K_{10}=\sigma _{1}\Rightarrow \gamma _{1}^{2}=K_{00}=+1}
{\displaystyle \gamma _{2}=K_{22}=\sigma _{2}\Rightarrow \gamma _{2}^{2}=K_{00}=+1}
{\displaystyle \gamma _{3}=K_{30}=\sigma _{3}\Rightarrow \gamma _{3}^{2}=K_{00}=+1}
La signatura es (+ + +)
grado 2 (los bivectores)
{\displaystyle \sigma _{1}\land \sigma _{2}=K_{10}K_{22}=K_{32}=K_{02}K_{30}=i\sigma _{3}}
{\displaystyle \sigma _{3}\land \sigma _{1}=K_{30}K_{10}=-K_{20}=K_{02}K_{22}=i\sigma _{2}}
{\displaystyle \sigma _{2}\land \sigma _{3}=K_{22}K_{30}=K_{12}=K_{02}K_{10}=i\sigma _{1}}
grado 3 (el pseudoescalar)
{\displaystyle \sigma _{1}\land \sigma _{2}\land \sigma _{3}=K_{10}K_{22}K_{30}=K_{02}=i}
Luego i es el pseudoscalar y las ecuaciones para los bivectores  significan de hecho que cada bivector es la estrella de Hodge de un vector no parte del bivector.

## Álgebra de Clifford real R3,1
Ésta es, tal vez, el álgebra de Clifford real más interesante porque permite la construcción de las ecuaciones tipo Dirac sin números complejos.  Majorana la descubrió.  Los espinores reales de se llaman los espinores de Majorana.  El álgebra también se conoce como el álgebra de Majorana.  Hace uso de todas las 16 matrices reales 4x4.
Los cuatro vectores de base son de hecho las tres matrices de Pauli (Kplus) completadas con una cuarta matriz antihermitiana (Kmin).
La signatura es ( + + + - )
Para la signatura ( + - - - ) o ( - - - + ) comúnmente usada en física se necesita matrices complejas 4x4 o matrices  reales 8x8 porque no se puede formar 3 matrices 4x4 anticonmutantes Kmin.
vea R1,3 para algunas representaciones.
grado 0 (el escalar)
{\displaystyle {\begin{matrix}1=K_{0}\end{matrix}}}
grado 1 (los vectores)
{\displaystyle \gamma _{1}=K_{10}\Rightarrow \gamma _{1}^{2}=K_{00}=+1}
{\displaystyle \gamma _{2}=K_{22}\Rightarrow \gamma _{2}^{2}=K_{00}=+1}
{\displaystyle \gamma _{3}=K_{30}\Rightarrow \gamma _{3}^{2}=K_{00}=+1}
{\displaystyle \gamma _{4}=K_{23}\Rightarrow \gamma _{3}^{2}=-K_{00}=-1}
La signatura es (+ + + -)
grado 2 (los bivectores, las rotaciones de "árbol" y las "alzas" (boosts) de árbol)
{\displaystyle \gamma _{1}\gamma _{2}=K_{10}K_{22}=K_{32}\Rightarrow (\gamma _{1}\gamma _{2})^{2}=-K_{00}=-1}
{\displaystyle \gamma _{1}\gamma _{3}=K_{10}K_{30}=K_{20}\Rightarrow (\gamma _{1}\gamma _{3})^{2}=-K_{00}=-1}
{\displaystyle \gamma _{2}\gamma _{3}=K_{22}K_{30}=K_{12}\Rightarrow (\gamma _{2}\gamma _{3})^{2}=-K_{00}=-1}
{\displaystyle \gamma _{1}\gamma _{4}=K_{10}K_{23}=K_{33}\Rightarrow (\gamma _{1}\gamma _{4})^{2}=K_{00}=+1}
{\displaystyle \gamma _{2}\gamma _{4}=K_{22}K_{23}=-K_{01}\Rightarrow (\gamma _{1}\gamma _{2})^{2}=K_{00}=+1}
{\displaystyle \gamma _{3}\gamma _{4}=K_{30}K_{23}=-K_{13}\Rightarrow (\gamma _{1}\gamma _{2})^{2}=K_{00}=+1}
grado 3 (los pseudovectores, los duales de  Hodge de los vectores)
{\displaystyle \gamma _{2}\gamma _{3}\gamma _{4}=K_{22}K_{30}K_{23}=K_{31}\Rightarrow (\gamma _{2}\gamma _{3}\gamma _{4})^{2}=K_{00}=+1}
{\displaystyle \gamma _{1}\gamma _{3}\gamma _{4}=K_{10}K_{30}K_{23}=-K_{03}\Rightarrow (\gamma _{1}\gamma _{3}\gamma _{4})^{2}=K_{00}=+1}
{\displaystyle \gamma _{1}\gamma _{2}\gamma _{4}=K_{10}K_{22}K_{23}=-K_{11}\Rightarrow (\gamma _{1}\gamma _{2}\gamma _{4})^{2}=K_{00}=+1}
{\displaystyle \gamma _{1}\gamma _{2}\gamma _{3}=K_{10}K_{22}K_{30}=K_{02}=i\Rightarrow (\gamma _{1}\gamma _{2}\gamma _{3})^{2}=-K_{00}=-1}
el último fue el pseudoescalar en R3,0
grado 4 (el pseudoescalar)
{\displaystyle \gamma _{1}\gamma _{2}\gamma _{3}\gamma _{4}=K_{10}K_{22}K_{30}K_{23}=K_{21}\Rightarrow (\gamma _{1}\gamma _{2}\gamma _{3}\gamma _{4})^{2}=-K_{00}=-1}
- Datos: Q7879936